# Église Saint-Christophe-et-Saint-Phalier de Chabris
Pour les articles homonymes, voir Église Saint-Christophe, Saint Christophe et Saint Phalier.
L'église Saint-Christophe-et-Saint-Phalier de Chabris est une église catholique française. Elle est située sur le territoire de la commune de Chabris, dans le département de l'Indre, en région Centre-Val de Loire.

## Situation
L'église se trouve dans la commune de Chabris, au nord du département de l'Indre, en région Centre-Val de Loire. Elle est située dans la région naturelle du Boischaut Nord. L'église dépend de l'archidiocèse de Bourges, du doyenné du Boischaut Nord et de la paroisse de Chabris.

## Histoire
L'église fut construite entre le XIIe siècle et le XVe siècle.
Cette église est placée sous le double patronage de Saint Christophe et de Saint Phalier.
L'édifice est classé au titre des monuments historiques, le 18 octobre 1910.